# Karina (cantante española)
María Isabel  Llaudes Santiago (Jaén, 4 de diciembre de 1945)conocida por su nombre artístico Karina, es una cantante y actriz española. Su extensa carrera como cantante, sumada con su influencia en la televisión durante las décadas de los 60 y 70, la han convertido en una de las artistas más influyentes de la cultura pop de España.
Saltó a la fama en 1962 en el programa Escala en hi-fi, donde junto a un grupo de actores y cantantes interpretaban las canciones más populares de los guateques de la época. A partir de 1963, protagoniza varios películas, entre ellas, El último sábado, Los chicos del preu y La chica de los anuncios.  Al finalizar la década, Karina se estableció como cantante prolífica, con canciones como: «Las flechas del amor», «Romeo y Julieta», «El baúl de los recuerdos» y «La fiesta». 
En 1970, participó en el programa Pasaporte a Dublín, lo que le permitió representar a España en el Festival de la Canción de Eurovisión 1971 interpretando la canción «En un mundo nuevo», con la que quedó en segunda posición. En 1972 protagoniza la película homónima donde interpreta a la institutriz de unos niños que pertenecen al grupo musical La Pandilla. A finales de los setenta, Hispavox no renovó su contrato discográfico, por lo que se muda a México donde publica varios álbumes. 
Durante los ochenta, se dedica al cuidado de sus hijas y en 1992 se sometió a una cirugía que la mantuvo varios años alejada de los escenarios. A partir de 2003, revitalizó su carrera musical participando en el concurso televisivo Vivo cantando: los años dorados, lo que le permitió publicar el álbum Gracias, a través de Vale Music. Durante el confinamiento por la pandemia de COVID-19 en España en 2020 se viralizó gracias a la publicación de contenido en redes sociales. En 2023 participó como concursante de la octava edición de  Gran Hermano VIP y en 2025 recibió la Medalla de Andalucía de las Artes.
Karina es de las pocas artistas que ha triunfado en diversas áreas del entretenimiento y, aunque su carrera ha sufrido sonoros altibajos, se ha mantenido vigente durante más de 50 años.

## Biografía

### 1945-1961: primeros años e inicios profesionales
Nació el 4 de diciembre de 1945 en Jaén, hija de Trinidad Santiago (jiennense) y Salvador Llaudes Vallés (valenciano de Canals). Sus hermanos son Francisco (que fue su mánager personal) y Salvador Llaudes (fallecido). Vivía de forma acomodada en Jaén y acudía al colegio de las monjas teresianas del padre Poveda, mientras su padre trabajaba en la empresa familiar de curtido de pieles. Su madre cantaba saetas al Nuestro Padre Jesús Nazareno cada Semana Santa. 
Cuando su abuelo Salvador (uno de los pocos supervivientes de «Los últimos de Filipinas»), que dirigía la empresa, enfermó, su negocio cayó y la familia de Karina se tuvo que buscar nuevos ingresos, por lo que se trasladaron a Madrid en 1959, cuando ella tenía catorce años. Vivía en la calle Antonio López con su madre y su hermano Francisco, entonces estudiante de filología inglesa, mientras su padre iba y venía por negocios y su hermano mayor, Salvador, estudiaba fuera. Tras completar el bachillerato, Karina se formó en una academia de «cultura general» y, seguidamente, comenzó a trabajar como dependienta de la sección infantil en Galerías Preciados. También estudió desde pequeña solfeo y piano y a principios de los años sesenta se empezó a interesar por la música de la época.  
Gracias al apoyo de su madre, Trinidad, y, tras haberse presentado a numerosos concursos radiofónicos y haber participado en el Festival Internacional de la Canción de Benidorm, en 1961 fue elegida para protagonizar un spot publicitario para la marca Wynn's. Gracias a este anuncio pudo grabar su primera canción, «Bikini amarillo», que le sirvió de plataforma para poder presentarse a La voz de Madrid como cantante novel.

### 1962-1969: ascenso a la fama conEscala en hi-fie incursión en el cine
Una de sus primera apariciones fue en el programa Escala en hi-fi, creado en Madrid, con el cual los ritmos yeyé llegaron a Televisión Española en la primavera de 1962, de la mano de Fernando García de la Vega. En él, Karina, junto a un grupo de actores y cantantes como Luis Varela, Gloria Cámara, María José Alfonso, Concha Cuetos, Mochi y Juan Pardo, entre otros, interpretaban en playback las canciones que más sonaban en los guateques de la época. Su emisión se prolongó durante seis temporadas y llegó a obtener un Premio Ondas en 1962 como Mejor Programa Musical de Televisión. En 1963 se hizo una versión de este programa para el cine, dirigida por Isidoro M. Ferry y protagonizada por Karina, Arturo Fernández, José Rubio, Xan das Bolas, María Isbert, Cassen, Laly Soldevila y Manuel Zarzo.
El representante artístico Emilio Santamaría, padre de Massiel, se convierte en esta época en su mánager y, de su mano, firma su primer contrato discográfico con Hispavox. Un fortuito encuentro con el artista Torrebruno quien, al saludarla con el apelativo cariñoso de "carina" como "queridita" en italiano, el hecho gustó a sus promotores y le propusieron el nombre en vez del suyo propio, que les parecía poco comercial. En 1963 graba sus dos primeros EP encabezados por sus canciones «Puff» y «Dile». Hispavox aprovecha el lanzamiento para editarlos y promocionarlos de forma simultánea en Portugal y en Francia y de esta forma empieza a introducirse el nombre de Karina en el mercado internacional. En septiembre de ese año se produce su debut televisivo como Karina y con canciones propias en el programa Ráfagas musicales. En 1964 graba algunos temas con Los Pekenikes y, poco después, con Los Jaguars e incluso colabora con Los H.H. en el famoso tema «Surfside 6». 
En 1965 se presenta al Festival de Mallorca con «Me lo dijo Pérez» y, aunque quedó segunda, fue todo un éxito. Grabó «Muñeca de cera», versión en español del tema con el que France Gall acababa de ganar el Festival de Eurovisión («Poupée de cire, poupée de son») de Serge Gainsbourg. Su hermano Francisco Llaudes se sumó al grupo de mánagers y ya en 1966 se suceden sus éxitos. «Concierto para enamorados» fue un éxíto no solo en España, sino en México donde «Concierto para enamorados» se vuelve un disco vendido por millones, «Hierba verde», «Viviré», «A quien pueda interesar» y recibe la «Medalla de Oro como Mejor Cantante Yeyé».
En 1967 publica en América su primer álbum, edita los sencillos «El libro de magia» y «Los chicos del Preu», ya bajo la producción de Rafael Trabuchelli, con el que en 1965 había firmado un contrato en exclusividad y con el cual alcanzará sus éxitos más importantes. Comienza su etapa más comercial y sus más sonados éxitos, como «Romeo y Julieta», «Las flechas del amor», «La fiesta», «Regresarás», «El baúl de los recuerdos», «Colores», etc. A finales de los sesenta, su éxito como cantante la llevó a la gran pantalla participando en filmes como El último sábado, Los chicos del Preu y La chica de los anuncios. El 19 de enero de 1969 aparecía por primera vez en las listas de Los 40 Principales, pero fue el 2 de marzo cuando alcanzó el número 1, posición que ocupó durante 8 semanas (compitiendo con «Ob-La-Di, Ob-La-Da» de The Beatles[cita requerida]).

### 1970-1977:Pasaporte a Dublíny XVI Festival de la Canción de Eurovisión
En 1970 se celebra en Osaka, Japón la Exposición General de primera categoría y TVE, bajo la dirección de Valerio Lazarov, graba en esta ciudad su programa Osaka Show con la participación de Karina, Massiel, Julio Iglesias y Miguel Ríos. 

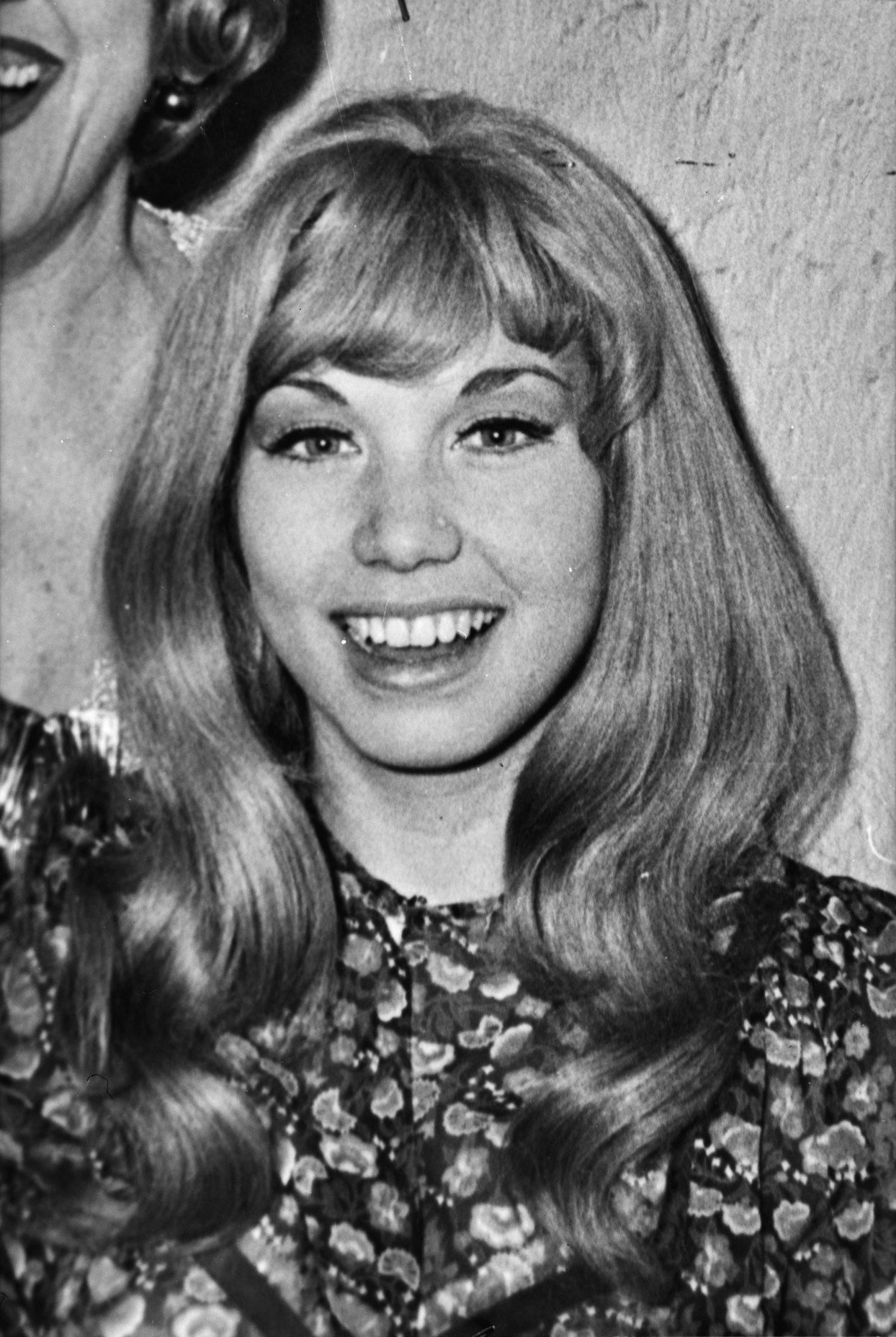
Karina como representante de España en el Festival de la Canción de Eurovisión 1971.

Tras los triunfos obtenidos por Massiel en Festival de la Canción de Eurovisión 1968 y Salomé en el Festival de la Canción de Eurovisión 1969, y los buenos puestos conseguidos por Raphael en 1966 y 1967, y Julio Iglesias en 1970, TVE organiza para 1971 el concurso Pasaporte a Dublín, ciudad en la que se iba a celebrar la XVI edición de este festival tras la victoria de Irlanda. Pasaporte a Dublín se emitió entre septiembre y diciembre de 1970 por TVE. En este programa se dieron a conocer los candidatos a representar a España en Eurovisión el año siguiente. El programa estuvo dirigido por Fernando García de la Vega y Valerio Lazarov, tuvo como presentadores en el programa inicial a Julio Iglesias y Massiel, y presentó la final por José Luis Uribarri. El resto de los programas fue presentado cada uno por uno de los concursantes. En él participaron algunos de los mejores cantantes españoles de la época: Los Mismos, Nino Bravo, Rocío Jurado, Junior, Jaime Morey, Concha Márquez Piquer, Encarnita Polo, entre otros. Fue todo un éxito de audiencia y su sintonía, compuesta por Mario Clavell, se convirtió en una de las más recordadas de la historia de la televisión en España.
El público, a través de un cupón publicado en la revista Tele-Radio, decidió por mayoría que la cantante ganadora fuese Karina. Posteriormente se decidió que la canción que debería interpretar en Dublín fuera «En un mundo nuevo», compuesta por Tony Luz y Rafael Trabuchelli. El XVI Festival de la Canción de Eurovisión tuvo lugar el 3 de abril de 1971 en Dublín con 18 participantes. Durante los primeros segundos de la actuación de Karina, no se oyeron las primeras palabras de la canción por motivos técnicos («Sólo al final del camino...»), por lo cual más tarde se diría que se había olvidado de la letra. Actuó en la sexta posición y dirigió la orquesta Waldo de los Ríos, mientras que los coros los hicieron el Trío La La La. Karina finalizó en segunda posición con 116 puntos, solo por detrás de Séverine, representante de Mónaco. La tercera posición fue para la representante alemana Katja Ebstein. Superaron así a algunos de los grandes favoritos como la inglesa Clodagh Rodgers y el italiano Massimo Ranieri. La canción española fue grabada por Karina en francés, alemán, inglés, portugués e italiano y promocionada en varios países europeos e hispanoamericanos. Poco después rodó la película En un mundo nuevo, basada en su experiencia en el festival, en la que una chica que trabaja como niñera veía cumplido su sueño de ser cantante y llegaba a Eurovisión.

### 1978-2002: reveses profesionales y receso musical
Karina continuó su carrera hasta 1978 año en que Hispavox no le renovó su contrato discográfico, debido al cambio en la dirección general. Se mudó a México donde publicó los álbumes Karina en México y En mi propia red. En 1980 rodó para RTVE la obra El contrabando, dentro del espacio Teatro breve, junto a José Bódalo, Paco Marzo y Marta Puig. Volvió a España en 1982, año en que nace su primera hija María Azahara Díaz Llaudes, concretamente el 27 de abril (actual mánager de la artista). El 2 de mayo de 1989, nace su segunda hija Rocío Lledó Martínez Llaudes. Durante estos años Karina se dedicó al cuidado de sus hijas. 
A principios de los noventa se ve sometida a una operación de tiroides en la Clínica Universitaria de Navarra, que la mantiene durante dos años alejada de los escenarios. No será hasta mediados de los noventa cuando regrese gracias a la obra teatral Entrañables 60, con tal éxito de público que los productores cambiaron el formato y pasó a convertirse en un espectáculo a modo de macro-concierto, con el nombre de Mágicos 60 en donde participaron artistas como Jeanette, Micky, Tony Ronald y Lorenzo Santamaria. 

### 2003-presente: renovación musical y programas de televisión
En 2003 participa y gana el concurso de Telecinco Vivo cantando: los años dorados gracias al voto del público, en el que participaron numerosos cantantes de los años sesenta y setenta como Tony Ronald, Juan Bau, Elsa Baeza y Braulio. Karina grabó el disco Gracias con Vale Music.
En 2017 es contratada para realizar un videoclip con la modelo Alba Carrillo interpretando Las flechas del amor para las Campanadas de Fin de Año. En 2019 participó como invitada en el programa Gente maravillosa de Castilla-La Mancha Media. En el confinamiento empezó a grabar vídeos para su cuenta de Instagram donde habla de un poco de todo y mantiene informados a sus fans de sus últimas novedades. En esta red social acumula más de 70 mil seguidores. En 2023 entra en la casa de Gran Hermano VIP 8, junto con otras personalidades famosas como la presentadora Laura Bozzo o el patinador Javier Fernández.
Tiene cuatro nietos: Iker (2010) de su hija Rocío y José Carlos (2017), Ana (2021) y Elena (2023) de su hija Azahara.

## Discografía
Álbumes de estudio
| - 1970: Colores - 1972: Tiempo al tiempo - 1974: Lady Elizabeth - 1981: Ahora que estuviste lejos - 1981: Aunque no te vuelva a ver - 1982: Mi propia red - 1987: Siempre está en mi corazón - 1988: La cántara - 1990: Auténtica | - 1991: Soy como soy - 1992: Engañada - 1997: Viva el amor - 1998: Navidades para ti - 2003: Gracias - 2005: Ayer y hoy - 2019: Tú eres |

## Filmografía
Ha participado en varias películas:
- 1963, Escala en hi-fi (dir. Isidoro Martínez Ferry). Aprovechando el éxito del programa televisivo Escala en hi-fi, el director Isidoro Martínez Ferry hizo esta película en la que un grupo de jóvenes, pretendiendo alcanzar la fama, ensayan en una especie de frontón. Finalmente conseguirán un contrato para actuar en TV, pero debido a un fallo el estudio se inunda.
- 1966, El último sábado (dir. Pedro Balaña). El sábado, 1 de enero de 1966, se estrena su segunda película, esta vez dirigida por Pedro Balaña y en la cual, José Luis, es un joven barcelonés de familia modesta que siente auténtica pasión por las motos. Su sueño es comprarse una gran cilindrada, si bien su situación económica no se lo permite ni de lejos. Viendo una carrera en el circuito de Montjuic conoce a una elegante italiana, representante de una escudería, que se le insinúa. El chico piensa que accediendo a sus deseos puede conseguir su moto soñada.
- 1967, Los chicos del Preu (dir. Pedro Lazaga). En 1967, Pedro Lazaga, dirige esta película en la cual se narran las inquietudes, problemas, amores, amistades, desencuentros y experiencias de un grupo de jóvenes que emprenden un nuevo curso escolar, el Preuniversitario, que les dará acceso a la Universidad y por tanto, a la vida adulta.
- 1968, La chica de los anuncios (dir. Pedro Lazaga). Nuevamente, Pedro Lazaga cuenta con Karina para el reparto de La Chica de los Anuncios, que cuenta la carrera en el mundo de la publicidad de una chica malagueña que viaja a Madrid para hacerse famosa.
- 1972, En un mundo nuevo (dir. Ramón Torrado y Fernando García de la Vega). En 1971 y tras la experiencia eurovisiva de Karina, los directores Ramón Torrado y Fernando García de la Vega inician la grabación de esta película en la cual la artista llega como institutriz a una casa cuyos niños pertenecen al grupo musical La Pandilla. Ella imparte sus clases cantando y los promotores de este conjunto le propondrán asistir al Festival de Eurovisión.
- 2022, Camera Café, la película (dir. Ernesto Sevilla).

## Premios y reconocimientos
- Medalla de Andalucía de las Artes (28/02/2025).